# Coluteocarpus vesicaria
Coluteocarpus vesicaria là một loài thực vật có hoa trong họ Cải. Loài này được (L.) Holmboe mô tả khoa học đầu tiên năm 1907.